# Pedia de vi Caesaris interfectoribus
La lex Pedia de vi Caesaris interfectoribus va ser una antiga llei romana aprovada a proposta de Quint Pedi i August l'any 43 aC. Ordenava encausar a tots els autors de la mort de Juli Cèsar i establia pels que fossin condemnats, la interdicció d'aigua i foc.